# Ectinorus disjugis
Ectinorus disjugis är en loppart som beskrevs av Jordan 1942. Ectinorus disjugis ingår i släktet Ectinorus och familjen Rhopalopsyllidae. Inga underarter finns listade i Catalogue of Life.